# Гипотеза Бореля
Гипотеза Бореля — гипотеза в топологии многообразий о гомеоморфности гомотопически эквивалентных асферических замкнутых многообразий.

## Формулировка
Пусть {\displaystyle M} и {\displaystyle N} — замкнутые и асферические топологические многообразия, и пусть
{\displaystyle f:M\to N}
— гомотопическая эквивалентность. Гипотеза Бореля утверждает, что отображение {\displaystyle f} гомотопно гомеоморфизму. 

### Замечания
- Поскольку асферические многообразия с изоморфными фундаментальными группами гомотопически эквивалентны, из гипотезы Бореля следует, что асферические замкнутые многообразия определяются, с точностью до гомеоморфизма, своими фундаментальными группами.

- Гипотеза неверна, если топологические многообразия и гомеоморфизмы заменить на гладкие многообразия и диффеоморфизмы; контрпримеры можно построить, рассмотрев связную сумму с экзотической сферой.